# شاپرک‌های برگ‌ساب
شاپرک‌های برگ‌ساب (نام علمی: Gracillariidae) نام یک تیره از زیرراسته دوروزنه‌ای است.